# Limonia episema
Limonia episema är en tvåvingeart som beskrevs av Alexander 1924. Limonia episema ingår i släktet Limonia och familjen småharkrankar. Inga underarter finns listade i Catalogue of Life.